# Limenandra
Genre
Limenandra est un genre de nudibranches de la famille des Aeolidiidae. 

## Systématique
Le genre Limenandra a été créé en 1958 par Hans-Rudolf Haefelfinger (d) et Roger A. Stamm (d) avec comme espèce type Limenandra nodosa,.

## Liste d'espèces
Selon World Register of Marine Species (6 août 2024) :
- Limenandra barnosii Carmona, Pola, Gosliner & Cervera, 2014
- Limenandra confusa Carmona, Pola, Gosliner & Cervera, 2014
- Limenandra evanescenti  Fernández-Simón & Moles, 2023
- Limenandra fusiformis (Baba, 1949)
- Limenandra nodosa Haefelfinger & Stamm, 1958 - espèce type
- Limenandra rosanae Carmona, Pola, Gosliner & Cervera, 2014